# 馬場信意
馬場 信意（ばば のぶおき／のぶのり、寛文9年（1669年） - 享保13年3月8日（1728年4月16日））は、江戸時代中期の小説家。父は馬場信武。日本を題材にした軍書の制作を中心に行い、近世における最大の軍書制作者と呼ばれる。署名では、「洛下　柳隠子馬場玄隆信意」とし、「柳隠子」、「玄隆」とも号し、「羅月堂」とも称している。自らを「洛下後学」と卑下したこともある。

## 生涯
馬場信房の6代目の子孫と墓碑には記されている。幼少より戦記を好み、歴史を好む博学な俊才であった。貞享4年（1687年）、16歳の時に『松門亭方句連歌』に了牧、福住道祐らと「第十雪、朝何」をまく。その後の著作活動は不明であるが、宝永2年（1705年）、37歳の頃から著作活動が著しくなる。その作品のほとんどが日本軍書の制作であった。
信意の著作は、彼の自序によると、調査した史料に基づき、かつての軍書を校正し、編集するものであり、その内容は、旧説、旧書に対する是正、あるいは一層の考究を加えたもので、軍書の新しい書き換え、考証のし直しを行うものであった。また、信意自身も、後世からの書き換え、訂正を心から期待している。信意の軍書制作で目指したものは、当代の歴史事実の追求であり、その結果に基づく新しい書き直しであり、通俗軍書の著作方針は、徹底した整合性・合理性の追求というものであった。
その読者の対象には庶民を置き、執筆の意図は、正確な歴史記述をもって、世の鑑にしようとするものであった。作品の制作発行は父親である馬場信武の築いた京都の出版書肆との密接な連携のもとで行われた。次第に大阪の出版書肆にも作品を与えるようになり、娯楽読物本屋からも注目されるようになった。馬場信意は、父・信武と同じ通俗軍書ばかりを制作していることから、信武の執筆態度を見習い、その著作基盤を利用しての活動を行ったと考えられる。
享保13年（1728年）に60歳で死去する。京都鳥部山の通妙寺に墓がある。
信意は軍書を多作したが、際立って軍書作家としての特色は見られず、その思想や歴史観は時代のそれを一歩も出ないものであり、作者としての輝く個性は見られず、これが読者に好まれる理由となりながらも、現在まで引き続いて読まれることのない大きな理由でもあり、彼の限界ではないかと評されている。

## おもな著作
- 宝永3年（1706年）：『朝鮮太平記』
- 宝永4年（1707年）：『北国太平記』
- 宝永6年（1709年）：『南朝太平記』
- 宝永7年（1710年）：『北国全太平記』
- 宝永8年（1711年）：『盛衰記拾遺』
- 正徳2年（1712年）：『源氏一統志』、『義経勲功記』
- 正徳5年（1715年）：『画林良材』
- 正徳6年（1716年）：『曽我物語評判』
- 享保2年（1717年）：『北條太平記』、『義貞勲功記』
- 享保6年（1721年）：『中國太平記』、『曽我勲功記』
- 享保10年（1725年）：『二川随筆』

## 関連論文
- 長友千代治『近世における通俗軍書の流行と馬場信武、馬場信意』1976年、愛知県立大学説林 (25)所収
- 村田明彦　『馬場信意の通俗軍書　－もう一つの『曽我物語』をめぐって―』1995年